# Слабуты
Слабуты (бел. Слабуты) — деревня в Кричевском районе Могилёвской области Белоруссии. Входит в состав Молятичского сельсовета.

## География
Деревня находится в северо-восточной части Могилёвской области, в пределах Оршанско-Могилёвской равнины, на правом берегу реки Сорочинки, на расстоянии примерно 17 километров (по прямой) к северо-западу от Кричева, административного центра района. Абсолютная высота — 170 метров над уровнем моря.

## История
В конце XVIII века деревня входила в состав Мстиславского воеводства Великого княжества Литовского.
Согласно «Списку населенных мест Могилёвской губернии» 1910 года издания населённый пункт входил в состав Бродковского сельского общества Белицкой волости Чериковского уезда Могилёвской губернии. Имелось 5 дворов и проживало 28 человек (15 мужчин и 13 женщин).